# Kreatives Europa KULTUR
Kreatives Europa KULTUR (englisch: Creative Europe Culture) ist die Kulturförderung im Rahmen des EU-Förderprogramms Kreatives Europa. Das Förderprogramm Kreatives Europa ist aufgeteilt in die Teilprogramme KULTUR, MEDIA und einen sektorübergreifenden Förderbereich. Das Teilprogramm Kreatives Europa KULTUR umfasst den gesamten Kunst-, Kultur- und Kreativsektor. Eine Ausnahme bilden rein audiovisuelle Vorhaben, die durch das Teilprogramm Kreatives Europa MEDIA abgedeckt werden. Für die Programmlaufzeit von 2021 bis 2027 beträgt das Gesamtbudget für Kreatives Europa KULTUR 801 Millionen Euro.

## Geschichte
Die ersten Kulturförderprogramme der Europäischen Union waren Raphael, Kaleidoskop und Ariane. Weitere Vorläuferprogramme von Kreatives Europa KULTUR waren Kultur 2000 (2000 bis 2006), Kultur 2007–2013 und Kreatives Europa KULTUR 2014 bis 2020. Mit Beginn des Förderzeitraums 2014 wurden das Kulturförderprogramm sowie das Filmförderprogramm MEDIA in einem Programm vereint. Seitdem besteht die Kulturförderung der Europäischen Union als Teilprogramm KULTUR innerhalb von Kreatives Europa.
Die neue Programmlaufzeit 2021 bis 2027 von Kreatives Europa startete Ende Mai 2021 unter dem Motto Push Boundaries (dt. „Grenzen verschieben“). Hintergrund für den späteren Start des Förderprogrammes waren die Verhandlungen der Europäischen Union über den Mehrjährigen Finanzrahmen im Jahr 2020. Die Verhandlungen brachten für die neue Laufzeit von Kreatives Europa KULTUR eine Budgetaufstockung um fast 50 Prozent im Vergleich zum Vorgängerprogramm (2014 bis 2020). Die ersten Ausschreibungen von Kreatives Europa KULTUR 2021–2027 erfolgten Anfang Juni 2021.

## Programmziele
Im Anlehnung an die Programmziele von Kreatives Europa hat das Teilprogramm KULTUR folgende Ziele:
- Stärkung der länderübergreifenden Zusammenarbeit und der grenzüberschreitenden Schaffung, Verbreitung und Bekanntmachung europäischer Werke sowie der Mobilität von Kreativ- und Kulturschaffenden;
- Verbesserung des Zugangs zur Kultur und der Teilhabe an Kultur sowie die Verbesserung der Publikumsbeteiligung und -entwicklung in ganz Europa;
- Förderung der Resilienz der Gesellschaft und Verbesserung der sozialen Inklusion sowie des interkulturellen Dialogs durch Kultur und Kulturerbe;
- Verbesserung der Fähigkeit des europäischen Kultur- und Kreativsektors zur Talentförderung, zur Innovation, zur Generierung von Wohlstand und zur Schaffung von Arbeitsplätzen und Wachstum;
- Stärkung der europäischen Identität und der europäischen Werte durch Schärfung des Kulturbewusstseins und der kulturellen Bildung;
- Förderung des Aufbaus von Kapazitäten im europäischen Kultur- und Kreativsektor, einschließlich Basis- und Kleinstorganisationen, sodass diese auf internationaler Ebene agieren können;
- Beitrag zur globalen Strategie der Union für internationale Beziehungen durch Kultur.

## Förderbereiche
Das Programm Kreatives Europa KULTUR umfasst Fördermaßnahmen für alle Gebiete des Kultur- und Kreativsektors – mit Ausnahme rein audiovisueller Vorhaben, die durch das Teilprogramm MEDIA abgedeckt werden.
Kreatives Europa KULTUR fördert kulturelle Kooperationsprojekte, Europäische Netzwerke, Plattformen zur Förderung europäischer Künstler und Werke, Literaturübersetzungen sowie individuelle Mobilität von Künstlern. Sektorspezifisch unterstützt werden unter anderem die Bereiche Musik, Buch-Sektor, Kulturerbe und Architektur. Zudem gibt es mit den Kulturpreisen für Literatur, Musik, Architektur und Kulturerbe spezifische Maßnahmen zur Auszeichnung und Förderung von Exzellenz und Kreativität.

### Europäische Kooperationsprojekte
Im Förderbereich Europäische Kooperationsprojekte werden Kulturprojekte zwischen Organisationen unterschiedlicher europäischer Länder unterstützt. Ein Kooperationsprojekt besteht aus einer antragstellenden Einrichtung, genannt Projektkoordinator oder lead partner, sowie weiteren Organisationen (Partner oder Mitorganisatoren).
Es gibt drei Kategorien im Förderbereich der Europäischen Kooperationsprojekte:
- Kleine Kooperationsprojekte: mindestens drei Organisationen aus mindestens drei am Programm teilnahmeberechtigten Ländern;
- Mittlere Kooperationsprojekte: mindestens fünf Organisationen aus mindestens fünf am Programm teilnahmeberechtigten Ländern;
- Große Kooperationsprojekte: mindestens zehn Organisationen aus mindestens zehn am Programm teilnahmeberechtigten Ländern.[5]

### Europäische Plattformen
Im Förderbereich Europäische Plattformen werden Projekte gefördert, die aufstrebenden Künstlern den Zugang zum europäischen Markt erleichtern und sie einem breiten europäischen Publikum präsentieren. Europäische Plattformen sind Zusammenschlüsse von mindestens 12 Kultureinrichtungen aus mindestens 12 am Programm Kreatives Europa KULTUR teilnahmeberechtigten Ländern. Eine Europäische Plattform besteht aus einer antragstellenden Einrichtung, genannt Koordinierungsstelle oder coordination entity, sowie mindestens 11 weiteren Organisationen (Mitglieder oder member organisations).

### Europäische Netzwerke
Europäische Netzwerke vertreten als europäische Verbände jeweils eine Kultursparte und sorgen für eine grenzübergreifende Vernetzung innerhalb dieser Kultursparte. Das Netzwerk vertritt die Interessen und Werte seiner Mitglieder und übt repräsentative Aufgaben aus. Europäische Netzwerke sind für alle Kultur- und Kreativbranchen offen (ausgenommen der audiovisuelle Sektor). Ziel der Europäischen Netzwerke ist es, die Kapazitäten der europäischen Kultur- und Kreativbranche zu verbessern, Talente zu fördern, innovative Lösungen für gemeinsame Herausforderungen zu finden sowie für Arbeitsplätze und Wachstum zu sorgen. Europäische Netzwerke bestehen aus einer antragstellenden Organisation (Koordinator) und den Netzwerkmitgliedern.